# アニメ週刊DX!みいファぷー
『アニメ週刊DX!みいファぷー』（アニメしゅうかんデラックス みいファぷー）は、1998年2月14日から1999年2月6日までテレビ朝日系列フルネット局が編成していたアニメのコンプレックス枠である。全47回。

## 概要
小学館の絵本雑誌や少女向け漫画雑誌の連載作品を基にした短編アニメ『こっちむいてみい子』『ふしぎ魔法ファンファンファーマシィー』『ヘリタコぷーちゃん』を1本の枠でまとめたものである。作品間を繋ぐ進行役として、赤塚不二夫キャラのニャロメ、ケムンパス、べしも登場させていた。
3作品ともに東映動画の制作で、担当声優も2作品または3作品全てを兼任している者が多かった。作品ジャンルはそれぞれ子供の日常を描いたもの、ファンタジー、スラップスティックギャグとタイプが大きく異なっていた。3作品の放送順はある程度決まっていて、当初は『ぷーちゃん』→『みい子』→『ファーマシィ』の順で、後に『ファーマシィ』→『みい子』→『ぷーちゃん』の順に変更された。
放送期間中、3作品を通して登場するキーアイテムを基にストーリーを展開させる回や、『ふしぎ魔法ファンファンファーマシィー』のみを放送する回を設けたこともある。
当時はまだ少なかった全編デジタル彩色で制作されている。

## 放送日時
いずれも日本標準時。
- 土曜 18時30分 - 19時00分（テレビ朝日など23局）
- 土曜 17時00分 - 17時30分（朝日放送） - ローカルドラマ『新・部長刑事アーバンポリス24』放送の影響で、本来は19時00分から放送の『追跡!金運王国』→『真相究明!噂のファイル』→『あなたのフツーは大丈夫!?激突ハッピーチェック』を30分繰り上げていたため[2]。

## スタッフ
- 原作（ニャロメと仲間たち） - 赤塚不二夫
- 小学館掲載誌 - ちゃお、おひさま、めばえ、幼稚園、学習幼稚園、小学一年生、小学二年生、小学三年生、小学四年生、小学五年生、小学六年生
- 声の出演（ニャロメ） - 西村朋紘
- キャラクターデザイン（ニャロメ） - 直井正博
- 製作担当 - 目黒宏、松坂一光
- 色彩設定 - 佐久間ヨシ子
- 編集 - 西山茂
- 録音 - 立花康夫
- 音響効果 - 今野康之、奥田維城
- 選曲 - 水野さやか
- 記録 - 梶本みのり
- キャスティング - 有迫俊彦
- 協力 - 東映アカデミー（ノンクレジット）
- プロデューサー補 - 木戸睦
- 広報 - 栗井淳
- タイトル協力 - レイ・アップ
- 音楽協力 - テレビ朝日ミュージック
- 録音スタジオ - タバック
- オンライン編集 - TOVIC
- プロデューサー - 上田めぐみ（テレビ朝日）、矢田晃一（東映エージエンシー）、東伊里弥
- 制作 - テレビ朝日、東映エージエンシー、東映[1]

## 主題歌
オープニングテーマ「ウキウキパラダイス」
作詞 - 井上望、ペリー三世、おおたか静流 / 作曲 - 清岡千穂 / 編曲 - 林有三 / 歌 - 米良美一、おおたか静流（第6回 - 第9回）
エンディングテーマ「バナナチップス」
作詞・作曲 - やまのなおこ / 編曲・歌 - 少年ナイフ

## 各話リスト
| 放送回 | 放送日         | こっちむいてみい子                            | ふしぎ魔法ファンファンファーマシィー          | ヘリタコぷーちゃん                                                 |
| ------ | -------------- | --------------------------------------------- | --------------------------------------------- | ------------------------------------------------------------------ |
| 第1回  | 1998年 2月14日 | 「みい子におまかせ！」                        | 「まじょのくすりやさん」                      | 「ヘリタコぷーです！の巻」                                         |
| 第2回  | 2月21日        | 「テストはつらいよ！」                        | 「まほうのこびん」                            | 「雪合戦も命がけ!? の巻」                                          |
| 第3回  | 2月28日        | 「カゼひきたーい！」                          | 「はちみつどろぼう」                          | 「温泉へ行こう!! の巻」                                            |
| 第4回  | 3月7日         | 「シャープペン返して！」                      | 「ぽぷりのさかなやさん」                      | 「ヘアコンテストで大騒ぎ!? の巻」                                  |
| 第5回  | 3月14日        | 「みい子イメチェン！」                        | 「ふきこさんのおかいもの」                    | 「おうちでGOGO! の巻」                                             |
| 第6回  | 3月21日        | 「ごめんね！ ユッコちゃん」                   | 「ゆきだるまがふってきた」                    | 「大洪水で大冒険でぷ！ の巻」                                      |
| 第7回  | 3月28日        | 「エイプリルフールに注意！」                  | 「まほうはすてき」                            | 「ぷーちゃんパパになる!? の巻」                                    |
| 第8回  | 4月11日        | 「あたしが学級委員!?」                        | 「にこにこぎんざのおはなみ」                  | 「抽選会へレッツGO! の巻」                                         |
| 第9回  | 4月18日        | 「ダイエット大作戦！」                        | 「パンのまほう」                              | 「めざせ100点満点！の巻」                                          |
| 第10回 | 4月25日        | 「子犬飼いたーい！」                          | 「くしゃみのひみつ」                          | 「コロンでぷんぷん!? の巻」                                        |
| 第11回 | 5月2日         | 「誕生日だってば！」                          | 「おさんぽニボシ」                            | 「ぷーちゃんが優等生!? の巻」                                      |
| 第12回 | 5月9日         | 「ドキドキ！Hな写真？」                       | 「カメラのきもち」                            | 「倒せ！カゼのバイキンの巻」                                       |
| 第13回 | 5月23日        | 「ばあばがやって来た！」                      | 「くろいたねのまほう」                        | 「ゴージャス弁当作るでぷ！の巻」                                   |
| 第14回 | 5月30日        | 「ドーナツ大作戦！」                          | 「こんにちはなつみちゃん」                    | 「じごくのハイキング!? の巻」                                      |
| 第15回 | 6月6日         | 「まりちゃんのまんが道！」                    | 「まほうのルーペ」                            | 「発明とは命がけでぷ！の巻」                                       |
| 第16回 | 6月13日        | 「ファンクラブに入りたい！」                  | 「にじいろかたつむり」                        | 「カエル先生の秘密！の巻」                                         |
| 第17回 | 6月20日        | 「かっとばせ！まもる」                        | 「はしるはなよめさん」                        | 「アカスリにチャレンジ！の巻」                                     |
| 第18回 | 6月27日        | 「あたしってクサイ？」                        | 「こわいふるほんやさん」                      | へりタコぷーちゃん刑事編 「タコぷー刑事登場!? の巻」               |
| 第19回 | 7月4日         | 「犯人は誰だ!?」                              | 「においがきえた」                            | 「ぽろりくんの秘密！の巻」                                         |
| 第20回 | 7月11日        | 「すごい作文書きたい！」                      | 「ぽぷりのぼうけん」                          | 「でぶダコぷーちゃん!? の巻」                                      |
| 第21回 | 7月18日        | 「泳げ！まもるくん」                          | 「ケーキがいっぱい」                          | 「激烈ファーストキス合戦!? の巻」                                  |
| 第22回 | 7月25日        | 三作合体夏休み特別ミステリー ふしぎな箱の物語 | 三作合体夏休み特別ミステリー ふしぎな箱の物語 | 三作合体夏休み特別ミステリー ふしぎな箱の物語                      |
| 第23回 | 8月1日         | ―――――                                         | 「プールがたいへん」 「あけてはいけないドア」 | ―――――                                                              |
| 第24回 | 8月8日         | 「みい子ポロリ！の日」                        | 「さびしいつちクジラ」                        | 「ゴージャス絵日記大作戦!? の巻」                                  |
| 第25回 | 8月15日        | 「夏祭りでドキドキ！」                        | 「にこにこぎんざのぼんおどり」                | 「オバケ探検でぷ！の巻」                                           |
| 第26回 | 8月22日        | 「夏休みはお昼ごはん命！」                    | 「まじょのアマネ」                            | へりタコぷーちゃん番外編 「［ほえ〜る戦隊ヘリタコ5（前編）」       |
| 第27回 | 8月29日        | 「夏休みは旅行だもん！」                      | 「くちべにつけた」                            | へりタコぷーちゃん番外編 「ほえ〜る戦隊ヘリタコ5（ホントに後編）」 |
| 第28回 | 9月5日         | ―――――                                         | 「ちていたんけん」                            | ―――――                                                              |
| 第29回 | 9月12日        | こっちむいてみい子番外編 「大江戸大変記」     | 「どきどきまほう」                            | 「も、もれそーでぷ！の巻」                                         |
| 第30回 | 9月26日        | 「発表！みい子の好きな人」                    | 「ノームのおにわ」                            | 「これが初恋なのでぷね！の巻」                                     |
| 第31回 | 10月3日        | 「カンニングしちゃった！」                    | 「うしろのしょうめん」                        | 「新米先生カップリンちゃん！の巻」                                 |
| 第32回 | 10月10日       | 「運動会です！三組ファイト!!」                | 「こころのわすれもの」                        | 「秋はやっぱりスポーツでぷ!? の巻」                                |
| 第33回 | 10月17日       | 「まり究極の選択！恋VSマンガ」                | 「おそばをたべたくなるまほう」                | 「タイムマシンでGO! GO!! の巻」                                    |
| 第34回 | 10月31日       | 「アネキはつらいよ！」                        | 「にこにこぎんざがあぶない」                  | 「面白きのこでビックリ!? の巻」                                    |
| 第35回 | 11月7日        | ―――――                                         | 「ぽぷりの新魔法 ジルムとジルモ」             | ―――――                                                              |
| 第36回 | 11月14日       | 「遊園地で初デート！」                        | 「ねこになったぽぷり」                        | 「参上！ヘリタコぷー丸の巻」                                       |
| 第37回 | 11月21日       | 「学芸会！○珍3匹の子ブタ」                    | 「やおひちさんのプレゼント」                  | 「嵐の授業参観!! の巻」                                            |
| 第38回 | 11月28日       | 「夫婦ゲンカで大ピンチ！」                    | 「なにかがみちをやってくる」                  | へりタコぷーちゃん刑事編 「さらばタコぷー刑事！の巻」              |
| 第39回 | 12月5日        | ―――――                                         | 「世界の魔女が大集合！まじょかいぎ」          | ―――――                                                              |
| 第40回 | 12月12日       | 「真冬のホットデイ！」                        | 「みずうみのひみつ」                          | 「逃げろ!! 予防注射の巻」                                          |
| 第41回 | 12月19日       | 「涙のプレゼント！」                          | 「サーカスがやってきた」                      | 「クリスマス会はワクワクでぷ!? の巻」                              |
| 第42回 | 12月26日       | ―――――                                         | 「ほんのなかのぼうけん」                      | ―――――                                                              |
| 第43回 | 1999年 1月9日  | 「大江戸大変記 II」                           | 「ひとりぼっちのかげぼうし」                  | 「もう一人のぷーちゃん登場!? の巻」                                |
| 第44回 | 1月16日        | 「ヨシキ映画監督デビュー！」                  | 「かぜにのって」                              | 「へりたこぴーちゃん（うそ）の巻」                                 |
| 第45回 | 1月23日        | 「うそつきは痛い？」                          | 「ぽぷりのポケット」                          | 「ああ、すばらしきタコ人生!? の巻」                                |
| 第46回 | 1月30日        | 「はじめてのスキー！」                        | 「ながれぼしにおねがい」                      | 「みんなの秘密大公開!? の巻」                                      |
| 第47回 | 2月6日         | 「バイバイ竜平くん！」                        | 「にこにこぎんざにさようなら」                | 「愛と青春の旅立ち!? の巻」                                        |

## 企画回
- 三作合体夏休み特別ミステリー ふしぎな箱の物語（1998年7月25日放送分）
- ふしぎ魔法ファンファンファーマシィー 2話連続放送（1998年8月1日放送分）
- ふしぎ魔法ファンファンファーマシィー 30分スペシャル（1998年9月5日放送分、11月7日放送分、12月5日放送分、12月26日放送分）